# Náměstí Dústí
Náměstí Dústí (tádžicky Mайдони Дӯстӣ, rusky Площадь Дусти) je náměstí v Dušanbe v Tádžikistánu. Jedná se o největší náměstí v Dušanbe a vedou k němu ulice Rudákího a Hafízího Šírázího.

## Historie
Budování náměstí započalo ve 30. letech 20. století. První zde postavenou stavbou byla budova Hlavní pošty. V letech 1940 až 1946 byla na náměstí postavena třípodlažní budova Vládního domu. V roce 1949 byl na jižní straně náměstí vztyčen symbol Tádžické sovětské socialistické republiky - obelisk se státním znakem Tádžické sovětské socialistické republiky. Autory tohoto obelisku jsou architekt S. Anisimov a sochař B. Tatarinov. V roce 1961 byla na západní straně náměstí postavena bronzová socha Lenina s vládní tribunou. Tím byla dokončena výstavba náměstí. Po vyhlášení nezávislosti Tádžikistánu v roce 1991 byla socha Lenina 22. září 1991 svržena a na jejím místě byl postaven pomník perského básníka Firdausího. Náměstí bylo přejmenováno na Ozodi (Svoboda). Na náměstí Dústí bylo přejmenováno v roce 1997. V roce 1999 bylo náměstí zrekonstruováno. Během rekonstrukce byl na náměstí umístěn pomník Ismáíla Sámáního na počest 1100. výročí Samánovské říše.

## Památky

### Budova parlamentu
Budova parlamentu sloužila v době existence Tádžické sovětské socialistické republiky jako sídlo vlády. Postavena byla v roce 1940 a jejím autorem je architekt S. Anisimov. Budova má tři podlaží, aby se do ní vešly obě komory parlamentu. Sídlí v ní Nejvyšší shromáždění Tádžikistánu.

### Palác národů
Palác národů byl postaven v roce 2002 italským kontraktorem Codest International. Budova má čtyři podlaží, přičemž nejvyšší patro tvoří kupole o výšce 18 metrů. Palác národů slouží jako oficiální rezidence prezidenta Tádžikistánu.

### Další památky
Na náměstí se nachází také pomník Ismáíla Sámáního, který slouží jako národní svatyně. Dále jsou zde budovy Ministerstva zahraničních věcí, Ministerstva zemědělství a Ministerstva dopravy a komunikací Tádžikistánu.

## Události
Na náměstí Dústí se konají vojenské přehlídky a demonstrace při příležitosti státních svátků jako jsou Den nezávislosti, Den ozbrojených sil, Den vítězství a před rokem 1990 také Den Říjnové revoluce a Mezinárodní den práce. První vojenská přehlídka v Dušanbe (dříve Stalinabad) se konala na Rudém náměstí 7. listopadu 1945 za účasti 201. motorizované střelecké divize, pěchotních jednotek a vojenské techniky (dělostřelectvo, obrněná vozidla, tanky). Přehlídky ke Dni revoluce byly v 60. letech 20. století přesunuty na náměstí dnes známé jako Dústí. Přehlídky dne vítězství se zde konaly v letech 1965 a 1985. Během těchto přehlídek projížděly náměstím vozidla jako T-72, BTR-80, KAMAZ a BM-21 Grad. Poslední sovětská vojenská přehlídka se zde konala 7. listopadu 1990.
Během občanské války v Tádžikistánu se na náměstí konaly mnohé demonstrace jak na podporu vlády, tak na podporu rebelů. Protesty na náměstí se také konaly v letech 1990 až 1991 proti sovětské politice.
První vojenská přehlídka nezávislého Tádžikistánu se zde konala 23. února 1993 na počest založení Tádžické národní armády, která byla založena téhož dne. Účastníci přehlídky se zúčastnili slavnostního ceremoniálu za přítomnosti prezidenta Rahmóna Nabijeva.
Náměstí také hostilo závěrečnou část oslav inaugurace prezidenta Emómalí-ji Rahmóna v letech 2006, 2013 a 2020.

## Fotogalerie

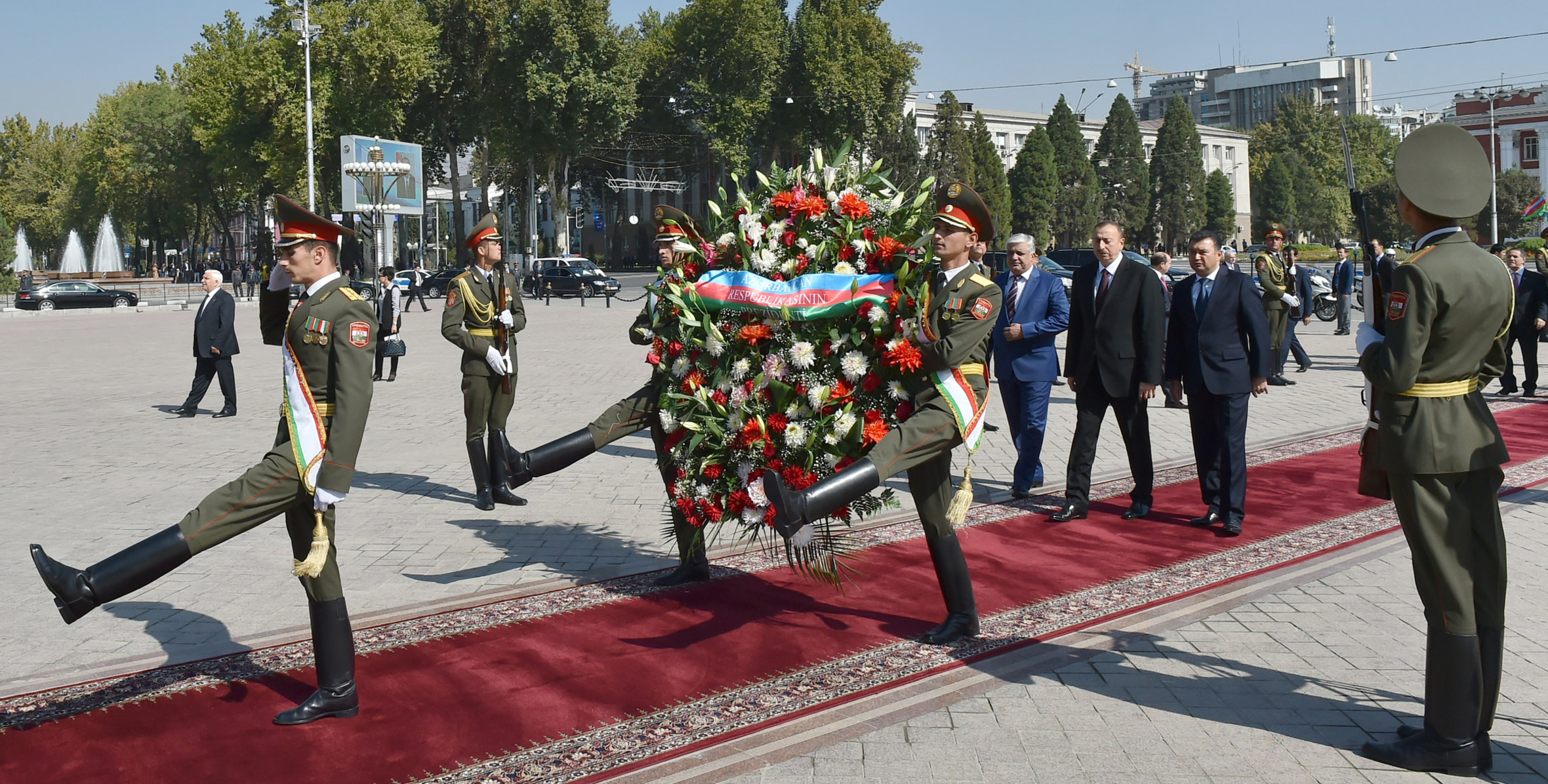
Návštěva prezidenta Ilhama Alijeva u pomníku Ismáíla Sámáního, 2014
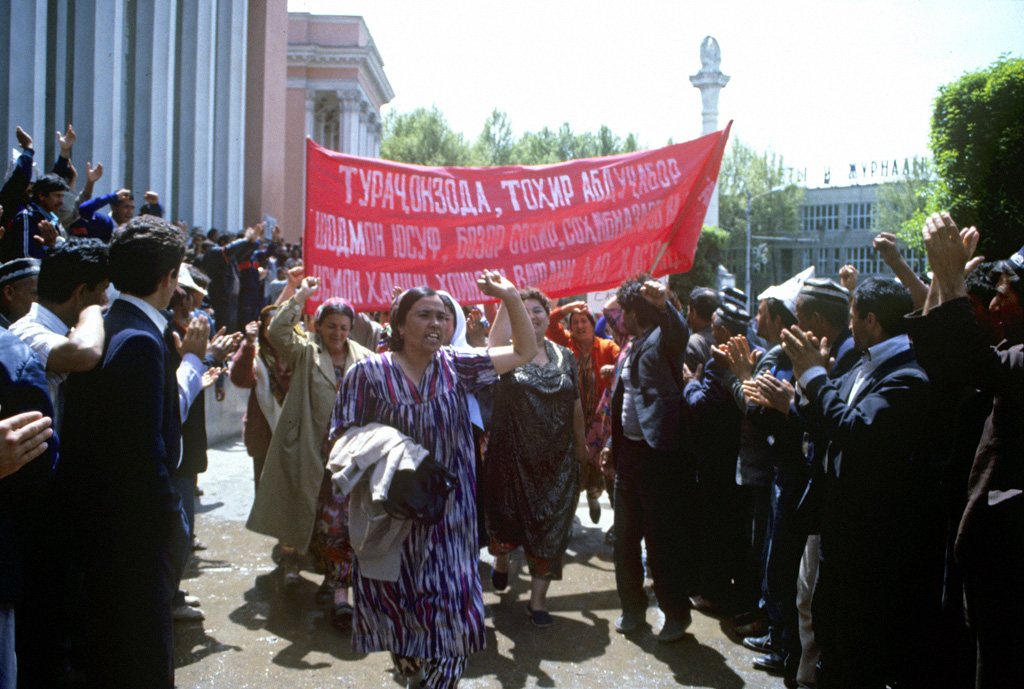
Protesty v roce 1992
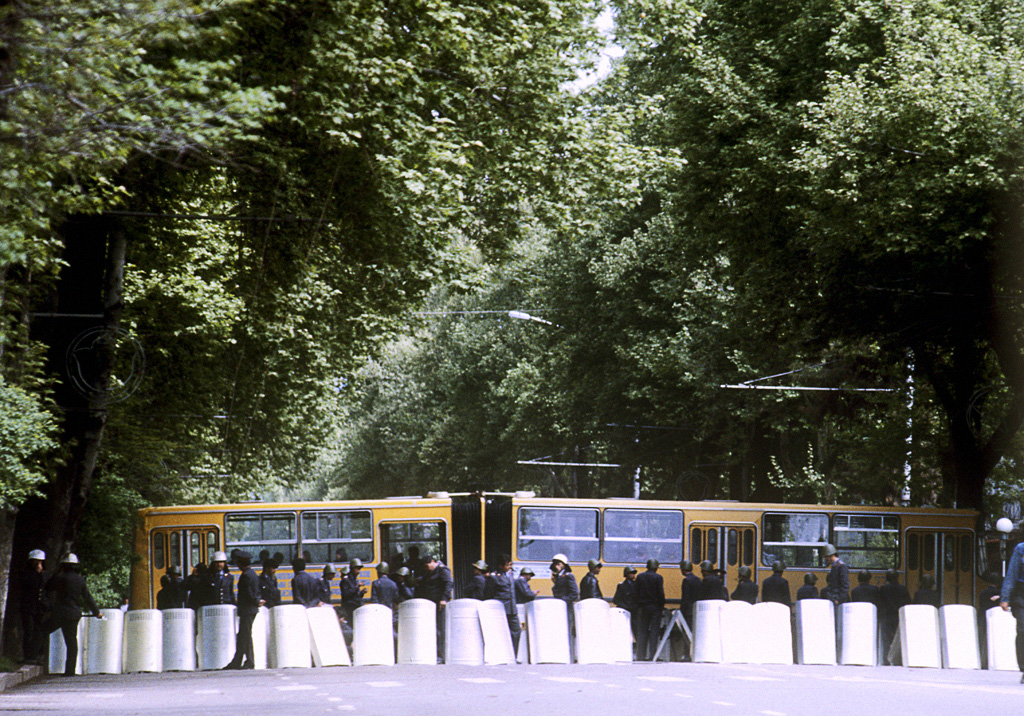
Policejní kordón odděluje dvě demonstrace konající se na náměstí Šahidon a náměstí Ozodi, 1992
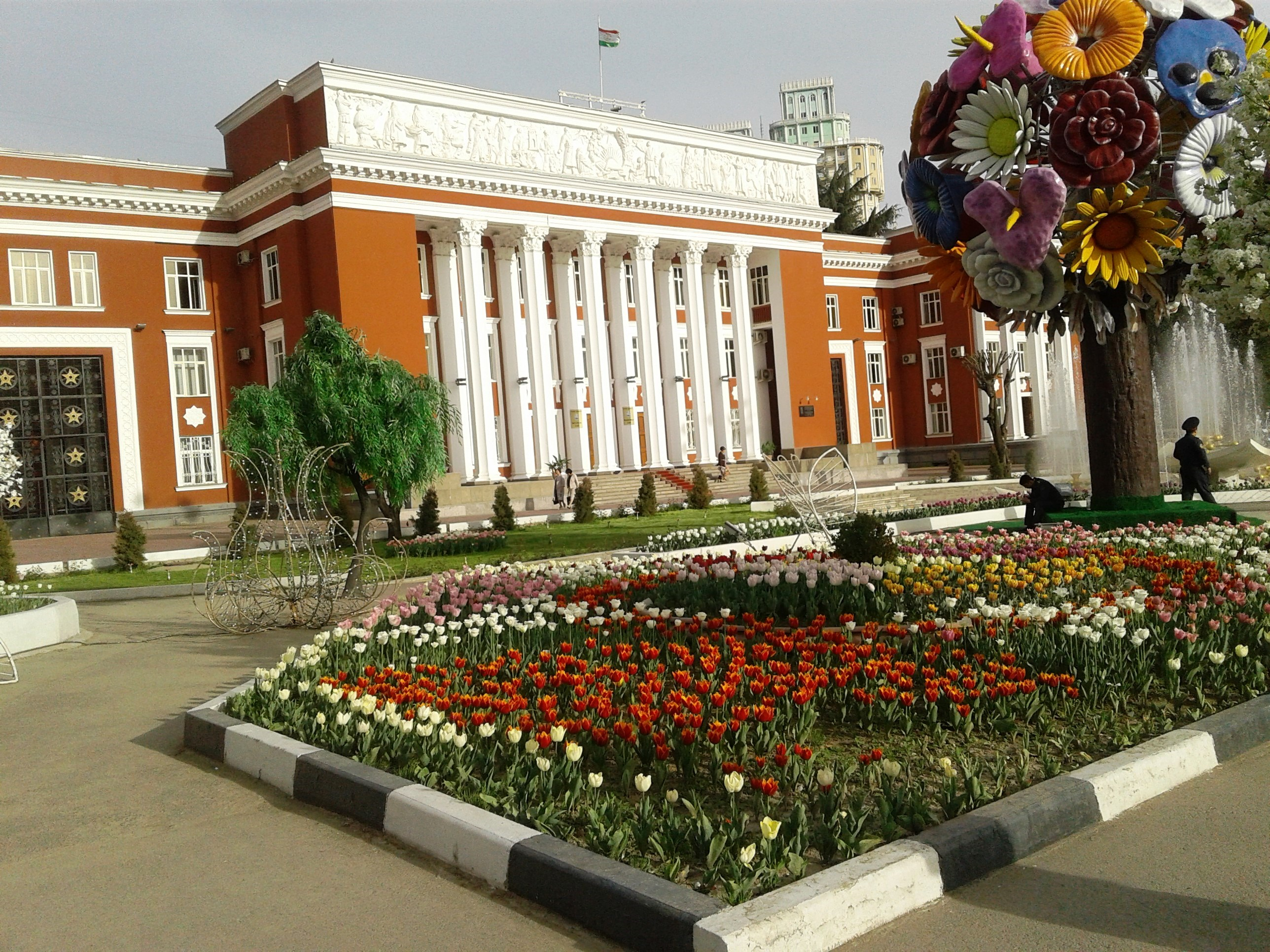
Budova parlamentu